# Mud (film)
Mud è un film del 2012 scritto e diretto da Jeff Nichols.
Il film è stato presentato alla 65ª edizione del Festival di Cannes.

## Trama
Due amici quattordicenni dell'Arkansas, il riflessivo Ellis e l'intraprendente Neckbone, arrivano con una piccola imbarcazione su un'isola che si trova nel mezzo del fiume Mississippi, dove Neckbone aveva in precedenza notato un motoscafo sulla cima di un albero, portato forse da un'alluvione. I due vorrebbero impossessarsene, ma si accorgono subito che è già abitato. Mentre stanno lasciando l'isola incontrano Mud, un fuggitivo cresciuto nella loro stessa zona.
L'uomo dice loro che si deve incontrare con una sua ex ragazza, Juniper, della quale è innamorato sin dall'adolescenza, per poi fuggire con lei; Mud parla ai ragazzi di un tatuaggio con un usignolo che lei ha sulla mano. Neck e Ellis la vedono mentre sta andando a fare la spesa presso un emporio locale, la seguono e, giunti al motel dove alloggia, la trovano mentre viene picchiata da un uomo. Ellis si getta contro di lui e, pur venendo colpito, riesce a fermarlo. L'uomo, fratello della vittima di Mud, rimane poi all'esterno dell'appartamento della ragazza per controllarla; i ragazzi informano Juniper che Mud la sta aspettando.
Nel frattempo anche Ellis deve affrontare un periodo difficile: i suoi genitori stanno per divorziare e questo costringerebbe lui e suo padre a lasciare la casa sull'acqua che è di proprietà della moglie, casa che, secondo una nuova legge, verrebbe abbattuta se non utilizzata dai legittimi proprietari. Dopo che Ellis viene fermato insieme alla madre a un posto di blocco formato per catturare Mud, questi è costretto a dire ai ragazzi di aver ucciso un uomo, un amante di Juniper, che prima l'aveva messa incinta e che poi, nel corso di una lite, l'aveva buttata giù per le scale, provocandole l'aborto e l'impossibilità di avere figli in futuro.
Ellis fa conoscenza con una ragazza più grande, May Pearl, e se ne invaghisce. Mud chiede ai ragazzi di mettersi in contatto con Tom Blankenship, la persona che lo ha cresciuto nell'infanzia; Tom vive sul fiume sulla sponda opposta a quella di Ellis e, una volta informato dei fatti e di come Mud si sia messo nuovamente nei guai per Juniper, si rifiuta di aiutarlo. I ragazzi decidono di dare comunque una mano a Mud, aiutandolo a portare la barca giù dall'albero e a restaurarla, in cambio della pistola calibro 45 che Mud porta infilata nei pantaloni. La polizia, intanto, è alla sua ricerca, ma i ragazzi non rivelano a nessuno il suo nascondiglio. Una volta saputo dal figlio che il fuggitivo si trova nei paraggi, arriva in città King Carver, il vendicativo padre della vittima di Mud. Nel frattempo i Carver hanno corrotto due poliziotti e assunto una piccola milizia per rintracciarlo e ucciderlo.
Racimolando qua e là delle lamiere e altre parti meccaniche utili a rimettere a nuovo la barca, i ragazzi aiutano Mud a ripararla, rubando persino un motore fuoribordo. Ellis telefona a Juniper e le comunica l'ora in cui dovrà incontrarsi con Mud per la fuga ma, all'ora prestabilita, i due ragazzini la trovano a un bar vicino mentre flirta con un altro uomo. I due tornano sull'isola per informare Mud di quanto è accaduto, e quest'ultimo consegna loro una lettera da dare a Juniper.
Il giorno successivo Ellis va dalla ragazza e le consegna la lettera. Prima di andarsene torna però sui suoi passi e vede la ragazza piangere sul letto. Juniper dice a Ellis che ama Mud, ma che lui è un bugiardo nato e che non può passare il resto della sua vita a seguire il suo stile di vita itinerante. Ellis è profondamente disilluso dalla dissoluzione improvvisa di quella che credeva essere una coppia profondamente innamorata. Poco dopo incontra May Pearl in auto in compagnia di un coetaneo; ingelosito, si scaglia su di lui, ma anche in questo caso ha la peggio. Ellis torna sull'isola e, infuriato per quello che gli è successo, dice a Mud che è un bugiardo e che ha usato i due ragazzini fin dal primo momento. Dopo essersi sfogato, scappa, rincorso da Neckbone. Durante la fuga, Ellis cade in una pozza e viene morso da un serpente acquatico (lo Agkistrodon piscivorus). Mud e Neckbone riescono a portarlo sulla terraferma, e poi all'ospedale, dove viene salvato; uno degli infermieri riconosce Mud e informa subito King della sua presenza.
Nel frattempo Mud e Neckbone riescono a calare in acqua la barca riparata. Per dare l'addio a Ellis, Neckbone porta poi Mud alla casa del ragazzo convalescente; nel frattempo Carver e la milizia, arrivati sul posto, iniziano a sparare verso Mud, mentre Tom interviene a sua difesa dal tetto della sua casa sul lato opposto del fiume, rispondendo col suo vecchio fucile da cecchino al fuoco del gruppo di assalitori. Mud riesce a salvare Ellis e cerca poi di fuggire, ma viene colpito e scompare cadendo nel fiume. La polizia arriva sul posto quando tutti i componenti della cricca, Carver incluso, sono già morti e il corpo di Mud non viene mai trovato.
La casa galleggiante viene fatta a pezzi e portata via. I genitori di Ellis si separano e la madre si trasferisce in un appartamento in città. Ellis inizia una nuova vita. 
Nell'ultima scena vediamo Tom guidare la barca e Mud steso sottocoperta, ferito ma vivo, lasciando intendere che è stato Tom a salvarlo. Alle fine Tom gli dice di alzarsi e uscire fuori per vederlo con i suoi occhi: sono arrivati finalmente al mare aperto e Mud chiude gli occhi sorridendo, finalmente libero.

## Produzione

### Riprese
Le riprese del film si svolgono nello stato dell'Arkansas (Stati Uniti d'America), nelle città di Dumas e Stuttgart.

### Cast
Per il ruolo di Mud fu inizialmente considerato Chris Pine, ma andò poi a Matthew McConaughey.

## Distribuzione
Il film è stato presentato alla 65ª edizione del Festival di Cannes il 26 maggio 2012 ed al Film Festival di Arras il 13 novembre.
Il primo trailer viene pubblicato online il 16 gennaio 2013.
La pellicola è stata distribuita nelle sale cinematografiche francesi a partire dal 17 aprile 2013 ed il 26 aprile nei cinema statunitensi in versione limitata di copie. In Italia il film è uscito il 28 agosto 2014, distribuito da Movies Inspired.

### Censura
Il film viene vietato ai minori di 13 anni per la presenza di violenza, riferimenti sessuali, fumo e linguaggio non adatto.

## Riconoscimenti
- 2012 - Festival di Cannes
  - Candidatura per la Palma d'oro
- 2013 - National Board of Review of Motion Pictures
  - Migliori dieci film indipendenti
- 2014 - Independent Spirit Awards
  - Premio Robert Altman
  - Candidatura per il miglior regista a Jeff Nichols
- 2014 - Empire Awards
  - Candidatura per il miglior debutto a Tye Sheridan
- 2014 - Sindacato belga della critica cinematografica
  - Candidatura per il Grand Prix
- 2014 - Critics' Choice Awards
  - Candidatura per il miglior giovane interprete a Tye Sheridan